# ニーナ・サドゥール
ニーナ・ミハイロフナ・サドゥール（ニーナ・ニコライエフナ・サドゥール、ロシア語: Нина Николаевна Садур, ラテン文字転写: Nina Nikolayevna Sadur、1950年10月15日 - 2023年11月12日）は、ロシアの小説家、劇作家である。「前衛的なヴィジョンが暗く、神秘的で不条理な、1980年代の『新劇』の牽引者の一人」として知られている。Nína Mikháilovna Sadúrとも綴る。

## 生い立ちと教育
サドゥールは1950年10月15日、ロシアのノヴォシビルスクでニーナ・コレスニコワとして生まれた。ノヴォシビルスクの労働者階級の中でインテリ家庭に育ち、「庶民からは『よそ者』として疎外感と憧憬感を経験」した。母親はロシア文学を教えるかたわらアマチュア劇団の女優であり、父親は詩人だった。サドゥールは若いころから詩や散文を書き始めた。子ども時代は文学と自然に興味があった。昆虫学者になりたいと思ったが、昆虫の解剖は自然界への愛情に反すると感じ、文学の方へ進むことにした。
サドゥールはラトヴィアのドゥボルティにある作家協会で開かれた第6回全ソ連若手劇作家会議に参加し、モスクワ国立芸術文化大学で図書館学を学んだ。モスクワのゴーリキー文学大学でロシアの劇作家ヴィクトル・ロゾフと批評家イナ・ヴィシュネフスカヤに師事し、1983年に卒業した。

## 作家としての経歴
サドゥールはモスクワプーシキン劇場で生活のために掃除婦をしながら、短篇や戯曲を書いていた。1982年、戯曲『不思議な女』を書いたが、これはレンコム劇場、エルモロヴァ、そしてモスクワ大学学生劇場で上演された。この劇はジャガイモ畑での鬼ごっこが「世界の終わりを告げるかもしれない」という物語で、「近代ロシア劇の転換点」と評価された。  1982年に彼女は『罪を負わされた燕』も書いた。翌年には『行け！』『声の力』『夜明けが来る』を書いた。そのほかの彼女の作品には、『彼らは凍る』（1987年）、『恋に落ちた悪魔』『魔法で』『パンノチカ』『鼻』『兄弟チチコフ』『赤い楽園』（1988年）などがある。また戯曲集『失神』（1999年）、短編集『永久凍土』（2002年）が出版されている。『赤い楽園』は「残酷な不条理」劇で、「クリミアの要塞を訪れたソ連の旅行者が、古代文明の財宝を略奪しようとして、暴力的な結末を繰り返す」ものだった。1977年に彼女は、『これは私の窓』という、半自伝的長編を出版している。1989年には、作家同盟に加入した。
サドゥールは自分の作風を「幻想の領域」あるいは「魔術的リアリズム」と表現している。彼女が影響を受けた作家には、ガブリエル・ガルシア＝マルケス、レイ・ブラッドベリ、そしてクリフォード・D・シマックなどがいる。
1994年にメリッサ・T・スミスは、サドゥールの作品について次のように評している。「彼女の散文は、語られる視点が突然内面から外面に変化したり、一人称が三人称になったりして、現代の実社会の暗い幻影を提示している。日常の世界は、実在の根拠ではなく、読者がすぐに見つけられるような薄いヴェールの陰に、善と悪との、黒魔術とロシア正教会との戦いといった「他者」が隠れている」。
1999年にクリスティーン・D・トメイは、サドゥールの作品の特質は「ソ連の日常生活の細部への強い興味だ」と評した。
2014年にサドゥールは『魔法の時間と他の劇』を出版した。米国ミドルベリー大学教授トーマス・R・ベイヤーはその作品について、「ゴーゴリやドストエフスキーといったロシア文学がそうだったように、私たちを人間精神の暗黒に導いてくれる」と評した。タイムズ文芸付録はこの作品について、次のように評した。「サドゥールの劇は不安にさせられる。それは必然性を根絶し、ソ連の生活の緊張した表面を引き裂く深くて邪悪な力を許すものだ」。

## 私生活
サドゥールには娘のエカテリーナ・サドゥールがいて、カティアとして知られている。エカテリーナは本を出版していて、映画や劇のための作品も書いている。
1994年に出された情報によると、サドゥールは母と娘と一緒にモスクワの共同住宅に住んでいた。
2023年11月12日に死去。73歳没。

## 日本語翻訳作品
- 魔女の涙（沼野恭子訳）『魔女たちの饗宴 : 現代ロシア女性作家選』新潮社 1998年 所収[9]
- 空のかなたの坊や（沼野恭子訳）『ヌマヌマ : はまったら抜けだせない現代ロシア小説傑作選』河出書房新社 2021年 所収[10][11]